# نو ميرسي (المملكة المتحدة)
نو ميرسي (بالإنجليزية: No Mercy (UK))‏ هو عرض مصارعة محترفة من فئة الدفع مقابل المشاهدة وهو العرض الأول من سلسلة عروض نو ميرسي. تم عرضه في 16 مايو 1999.